# The Million Dollar Hotel
The Million Dollar Hotel è un film del 2000 diretto da Wim Wenders. Basato su un soggetto di Bono (autore anche della colonna sonora) e Nicholas Klein, ha per protagonisti Jeremy Davies, Mel Gibson e Milla Jovovich.

## Trama
Los Angeles, nell'immediato futuro. Il Million Dollar Hotel è un ostello per sbandati e vagabondi nel centro di Los Angeles. Tra i residenti c'è Tom Tom, un giovane mentecatto innamorato della bellissima Eloise, anch'ella disabile.
Intanto nello stabile muore misteriosamente Izzy, un artista tossicodipendente che si scopre essere il figlio di un ricco magnate televisivo. Questi affida le indagini al detective dell'FBI Skinner, onde fugare l'ipotesi di suicidio, a dispetto dell'evidenza degli indizi, ipotesi che metterebbe in cattiva luce il prestigio della famiglia della vittima.

## Produzione
Il film nasce da un progetto di Bono degli U2, che ha scritto e cantato le canzoni della colonna sonora, scritto la sceneggiatura e prodotto il film; appare inoltre in un piccolo cameo.

## Accoglienza e critica
In una conferenza stampa nell'ottobre 2000 a Sydney, l'attore coprotagonista Mel Gibson ha dato un giudizio pessimo del film, reputandolo terribilmente noioso, con una metafora sconveniente. Egli si è poi chiarito dicendo: "È stato alla fine di una giornata in cui avevo fatto 6 000 interviste, qualche ragazzo avrà fatto saltar fuori questa cosa". Più tardi, ho pensato: "Dio, perché ho detto questo? Sono un idiota! È stato piuttosto sconsiderato da parte mia, perché la pellicola è geniale e un sacco di gente ha lavorato alla realizzazione. La colonna sonora è degli U2, ed è fenomenale. Mi dispiace davvero, ho scritto un sacco di lettere di scuse riguardo a quanto accaduto".

## Riconoscimenti
Festival di Berlino
- 2000 - Orso d'argento, gran premio della giuria
- 2000 - Nomination Orso d'oro

Lola al miglior film
- 2000 - Nomination Lola al miglior film